# Триглав (мифология)
Триглав — главный бог поморских и, вероятно, некоторых полабских славян, которому поклонялись в Щецине, Волине и, вероятно, Бренне (ныне Бранденбург). Его культ засвидетельствован в нескольких биографиях епископа Святого Оттона Бамбергского в годы, непосредственно предшествовавшие его подавлению в 1127 году.

## Описание
Описание идола содержится во всех трёх житиях Оттона, составленных в XII веке Гербордом, Эббоном и монахом из Прифлингенского монастыря. Так Герборд сообщает, что в 1124 году

Были в городе Щецине четыре контины (храма), но одна из них, главная, была сооружена с удивительным старанием и мастерством. Внутри и снаружи она имела скульптуры, выступавшие из стен изображения людей, птиц и зверей, столь соответственно своему виду переданные, что казались дышащими и живущими… Было также здесь трехголовое изваяние, имевшее на одном теле три головы, именовавшееся Триглав; завладев им, [Оттон] одни лишь соединенные головы, уничтожив тело, забрал с собой в качестве трофея и позже отправил в Рим как доказательство их обращения…
Оригинальный текст (лат.)Erant autem in civitate Stetinensi continae quatuor, sed una ex his, quae principalis erat, mirabili cultu et artificio constructa fuit, interius et ex-terius sculpturas habens, de parietibus prominentes irnagines hominum et volucrum et bestiarum, tam proprie suis habitutlinibus expressas, ut spirare pu-tares ac vivere… Erat autem ibi simulacrum triceps, quod in uno corpore tria capita habens Triglaus vocabatur; quod solum accipiena, ipsa capitella sibi cohaerentia, corpore commnmto, secum inde quasi pro tropheo asportavit, et postea Romam pro argumento conversionis illoruin transmisit…

Эббон даёт такое описание статуи:

1126 г. Щецин… заключает в себе три горы, из которых средняя и самая высокая посвящена верховному богу язычников Триглаву; на ней есть трёхглавое изваяние, у которого глаза и уста закрыты золотой повязкой. Как объясняют жрецы идолов, главный бог имеет три головы, потому что надзирает за тремя царствами, то есть небом, землёй и преисподней, а лицо закрывает повязкой, поскольку грехи людей скрывает, словно не видя и не говоря о них.

Триглав, в разных способах написания, упоминается в ряде поздних источников. Подложные чешские глоссы Mater Verborum упоминают Триглава (лат. Trihlav — Triceps, qui habet capita tria capree), а в диссертации А. Френцеля (Abraham Frentzel, 1719) упомянута Тригла — богиня неба, земли и ада. Триглаву как женщину с тремя головами описывает А. С. Кайсаров в своём трактате «Мифология славянская и российская» (1804).
Некоторые исследователи связывают Триглава с божеством Трояном, фигурирующим среди славянских богов.
В районе Кркавче словенской Истрии стоит 2,5-метровый Кркавческий камень — рельефный каменный мегалит I века н. э., на котором, возможно, изображён Триглав.